# Schtroumpfanzine

Schtroumpfanzine est un fanzine mensuel consacré à l'actualité de la bande dessinée dirigé par Henri Filippini et édité d'octobre 1976 à décembre 1979 par Glénat.
D'octobre 1976 à décembre 1977, il s'agit d'un fanzine ronéoté de 12 à 16 pages offert en supplément à Schtroumpf - Les Cahiers de la bande dessinée où Filippini résume le contenu des périodiques de bande dessinée publiés le mois précédent, et donne une liste des albums à paraître, parfois assortie de très brèves critiques.
À partir du quinzième numéro de janvier 1978, Schtroumpfanzine devient une revue offset de 28 pages contenant une interview d'au moins huit page d'un auteur du moment, d'autres interview plus courtes, une quinzaine de critiques généralement laudatives, et quelques articles polémiques ou critiques (commentaires de planches le plus souvent) ponctuels. Ses principaux collaborateurs sont, outre le rédacteur en chef, Jean Léturgie, Numa Sadoul et Antoine Roux. Chaque numéro contient en plus un supplément ronéoté où Filippini continue à lister les sorties et à chroniquer les périodiques.
Le fanzine, qui n'est pas rentable, cesse de paraître après le 36e numéro de décembre 1979. Filippini  chronique alors les sorties dans la rubrique « Circus Magazine » du mensuel Circus.

### Documentation
- Schtroumpfanzine, Société des éditions Jacques Glénat, Grenoble, 1976-1979, 36 numéros
- Michel Béra, Michel Denni et Philippe Mellot, BDM Trésors de la bande dessinée : 2005-2006, Paris, Éditions de l'amateur, 2004, p. 883-884.
- Jean-Paul Gabilliet et M. Pillu, « Schtroumpfanzine », sur Cité de la BD : Les Collections numérisées.